# كيم مورغان غريني
كيم مورغان غريني (بالإنجليزية: Kim Morgan Greene)‏ هي ممثلة أمريكية، ولدت في 1960 في الولايات المتحدة.

## أعمال

### مسلسلات
- عالم آخر

## وصلات خارجية
- كيم مورغان غريني على موقع IMDb (الإنجليزية)
- كيم مورغان غريني على موقع قاعدة بيانات برودواي على الإنترنت (الإنجليزية)
- كيم مورغان غريني على موقع قاعدة بيانات الفيلم (الإنجليزية)